# Самудио, Мигель
Миге́ль А́нхель Рамо́н Саму́дио (англ. Miguel Ángel Ramón Samudio; родился 24 августа 1986 года в городе Капиата) — парагвайский футболист, защитник клуба «Спортиво Лукеньо». Выступал за сборную Парагвая.

## Клубная карьера
Самудио — воспитанник клуба «Либертад». Для получения игровой практики после окончания футбольной академии он на правах аренды отправился в «Соль де Америка». 19 августа 2007 года в матче против «Насьоналя» он дебютировал в парагвайской Примере. После возвращения в «Либертад» в 2008 году Мигель дважды стал чемпионом Парагвая, несмотря на то, что был футболистом ротации. В следующем сезоне он завоевал место в основе.
В 2010 году Самудио в третий раз стал чемпионом, а через год помог клубу выиграть Лигу чемпионов КОНКАКАФ. В 2012 году Мигель стал четырёхкратным чемпионом Парагвая. В 2014 году он на правах аренды перешёл в бразильский «Крузейро». 27 апреля в матче против «Сан-Паулу» Мигель дебютировал в бразильской Серии А. В том же году он стал чемпионом Бразилии.
В начале 2015 года Самудио перешёл в мексиканскую «Америку». Сумма трансфера составила 1,5 млн долларов. 11 января в матче против «Леона» он дебютировал в мексиканской Примере. 15 февраля в поединке против «Чьяпас» Самудио забил свой первый гол за «Америку». В том же году Мигель помог «Америке» впервые в истории выиграть Лигу чемпионов КОНКАКАФ. В 2016 году он во второй раз подряд стал победителем Лиги чемпионов КОНКАКАФ.

## Международная карьера
28 марта 2009 года в отборочном матче чемпионата мира 2010 против сборной Уругвая Самудио дебютировал за сборную Парагвая. 14 августа 2013 года в товарищеском матче против сборной Германии он забил свой первый гол за национальную команду.
В 2015 году Самудио был включён в заявку сборной на Кубок Америки в Чили. На турнире он сыграл в матчах против Перу, Ямайки и Аргентины
В 2016 году Мигель во второй раз принял участие в Кубке Америки в США. На турнире он сыграл в матчах против команд Коста-Рики, США и Колумбии.

### Голы за сборную Парагвая
| #   | Дата            | Место                                  | Противник | Счёт | Результат | Соревнование      |
| --- | --------------- | -------------------------------------- | --------- | ---- | --------- | ----------------- |
| 01. | 14 августа 2013 | Фриц Вальтер, Кайзерслаутерн, Германия | Германия  | 2:3  | 3:3       | Товарищеский матч |

## Достижения
Командные
 «Либертад»
- Чемпионат Парагвая по футболу — Апертура 2008
- Чемпионат Парагвая по футболу — Клаусура 2008
- Чемпионат Парагвая по футболу — Клаусура 2010
- Чемпионат Парагвая по футболу — Клаусура 2012
- Обладатель Кубка Чемпионов КОНКАКАФ — 2010/11

 «Крузейро»
- Чемпионат Бразилии по футболу (Серия A) — 2014

 «Америка» (Мехико)
- Обладатель Кубка чемпионов КОНКАКАФ — 2014/15
- Обладатель Кубка чемпионов КОНКАКАФ — 2015/2016